# ウデヘ語
ウデヘ語（ウデヘご、ウデヘ語: Удиэ кэйэни、ロシア語: Удэгейский язык, 英語: Udege language）またはウデゲ語は、ウデヘ族の言語で、ツングース諸語に属する。

## 表記法
ラテン文字表記、キリル文字表記があるが、現在ロシア連邦におけるウデヘ語教育に使用されているのは後者である。

### ラテン文字表記
1931にウデヘ語とウリチ語のために教科書が出版され、ユージン・R・シュナイダーはKhorの方言に基いてラテン語表記を設定した。この表記法はソビエト連邦の影響下にあったモンゴル語のラテン文字表記と同様に1931年から1937年の6年間しか使用されなかった。
| A a | Ā ā | B в | Є є | D d | Ӡ ӡ | E e | Ē ē |
| Æ æ | F f | G g | H h | I i | Ī ī | J j | K k |
| L l | M m | N n | Ņ ņ | Ŋ ŋ | O o | Ō ō | Ө ө |
| P p | R r | S s | T t | U u | Ū ū | W w | X x |
| Y y | Z z | ’   |     |     |     |     |     |

### キリル文字表記
1991年に教師向けのウデヘ語教育マニュアルが作成され、キリル文字母音の上下に補助符号を付けたキリル文字表記が設定されたが、「サンクトペテルブルク版」と「ハバロフスク版」の二種類表記法があり、現在はハバロフスク版を用いて教育されている。

#### サンクトペテルブルク版
А а, Б б, В в, W w, Г г, Д д, Ә ә, Е е, Ё ё, Ж ж, З з, Ӡ ӡ, И и, Й й, К к, Л л, М м, Н н, Ӈ ӈ, Њ њ, О о, П п, Р р, С с, Т т, У у, Ф ф, Х х, Ц ц, Ч ч, Ш ш, Щ щ, Ъ ъ, Ы ы, Ь ь, Э э, Ю ю, Я я

#### ハバロフスク版
А а, Б б, W w, Г г, Д д, Ә ә, е, ё, Ӡ ӡ, И и, Й й, К к, Л л, М м, Н н, Ӈ ӈ, Њ њ, О о, П п, С с, Т т, У у, ф, Х х, Ч ч, Ц ц, Ю ю, Я я.

## 語彙
ウデへ語はナナイ語から様々な語の借用をしており、以下の例のようにウデへ語の固有語彙がナナイ語、あるいは周辺の有力な言語に置き換わったものもある。
| 元の単語 | 現在の単語 | 借用されたナナイ語                                           | 意味       |
| -------- | ---------- | ------------------------------------------------------------ | ---------- |
| usasa    | banixe     | banixa                                                       | ありがとう |
| etete    | dœlbo      | dœbo                                                         | 仕事       |
| （無し） | daŋsa      | daŋsa ただし、このナナイ語も普通話のdāngzi(档子)からの借用語 | 本         |

一般的に、ウデヘ語とナナイ語の高レベルでの同化は、ビキン地方で発見されてきた。ウデヘ語もまたビキン地方のナナイ語の方言に、二重母音の短母音化、鼻音の口音化(denasalization)、減らされた最後の母音の消滅、子音で単語が終わらないように母音を最後に挿入する、母音の間にある[w]音の消滅など音韻学的な影響を与えた。

## 関連文献
- アレクサンドル・カンチュガ 著、津曲敏郎 編訳『ウデヘの二つの昔話』かりん舎、2004年。ISBN 4-9980731-9-2 - ウデヘ語による民話。ウデヘ語はキリル文字で表記されている。